# Mihail Majearu
Mihail Majearu (Galați, 15 luglio 1960) è un ex calciatore rumeno, di ruolo centrocampista.

## Palmarès

### Competizioni nazionali
- Campionato rumeno: 4

Steaua Bucarest: 1984-1985, 1985-1986, 1986-1987, 1987-1988
- Coppa di Romania: 4

Steaua Bucarest: 1984-1985, 1986-1987, 1987-1988
Gloria Bistrița: 1993-1994

### Competizioni internazionali
- Coppa dei Campioni: 1

Steaua Bucarest: 1985-1986
- Supercoppa UEFA: 1

Steaua Bucarest: 1986